# Scottsboro Boys

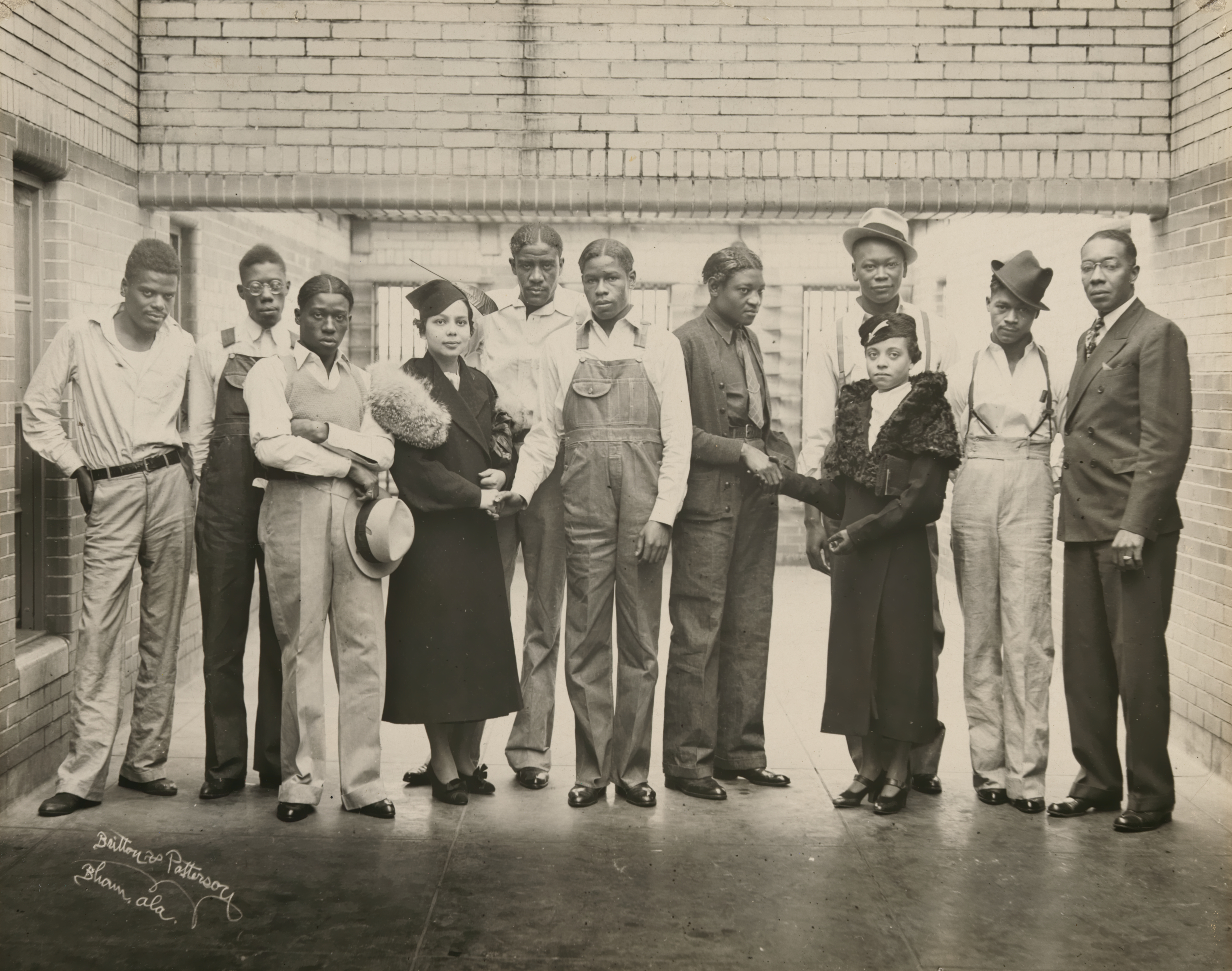
Los Chicos de Scottsboro, en una imagen de archivo

Los chicos de Scottsboro (en inglés, "Scottsboro Boys") fueron nueve adolescentes afroamericanos acusados injustamente de violar a dos mujeres blancas en el estado de Alabama (Estados Unidos) en 1931, mientras viajaban en un tren de mercancías.
Los nueve chicos fueron acusados por un grupo de adolescentes blancos que viajaban en el mismo tren; tras llegar la falsa noticia a las autoridades, el tren fue parado y los nueve adolescentes negros fueron detenidos, pese a ser menores de edad. Tras un proceso judicial caracterizado por los prejuicios y el racismo de los acusadores y el jurado (formado solamente por blancos), todos los acusados fueron condenados a pena de muerte, hasta que se destaparon las irregularidades del proceso, magnificadas por un juicio mediático y amenazas de linchamiento por parte de la población blanca de Alabama.

## Hechos
El 25 de marzo de 1931, un grupo de emigrantes blancos y negros viajaban clandestinamente en busca de trabajo durante la Gran Depresión en un tren de mercancías entre Chattanooga y Memphis (Tennessee), siendo estos viajes clandestinos (o hoboing) tácitamente permitidos por las autoridades locales. Varios jóvenes de raza blanca saltaron del tren en medio del campo y comunicaron a las autoridades que habían sido atacados por un grupo de jóvenes negros dentro de un vagón. Los agentes del comisario local detuvieron el tren en la localidad de Paint Rock (Alabama) y hallaron a dos muchachas de raza blanca, Ruby Bates y Victoria Price, que acusaron a los nueve adolescentes negros de haberlas violado colectivamente en uno de los vagones. Los nueve jóvenes detenidos y acusados de violación fueron: 
- Olen Montgomery (17 años)
- Clarence Norris (19 años)
- Haywood Patterson (18 años)
- Ozie Powell (16 años)
- Willie Roberson (16 años)
- Charlie Weems (16 años)
- Eugene Williams (12 años)
- Andy Wright (19 años)
- Roy Wright (13 años), hermano del anterior.

Nada más producirse el arresto, una masa de vecinos blancos se presentó en las puertas de la cárcel local para linchar a los jóvenes, pero el sheriff lo impidió y logró llevar a los muchachos ante el cercano tribunal de Scottsboro, donde tuvo lugar el primer juicio. Las prisas del juez y del jurado impidieron que sus abogados defensores, uno especializado en pleitos inmobiliarios y otro que no había tomado parte en un caso desde hacía décadas, tuvieran tiempo de revisar las pruebas o preparar la defensa. 
Sin apenas garantías y sin asistencia legal efectiva, los nueve acusados afrontaron los juicios en medio de un tenso ambiente de la opinión pública local, que reclamaba la pena de muerte como "única solución" para un delito cuya única "prueba" era el testimonio de las supuestas afectadas.

## Procesos judiciales
Los dos primeros juzgados fueron Clarence Norris y Charlie Weems. El juez no analizó la existencia de pruebas de la violación y aceptó que la presunta víctima Victoria Price bromeara en medio de la sesión. De inmediato se celebró el juicio de Haywood Patterson, durante el cual la acusación cambió su versión de los hechos al no poder probar que las supuestas víctimas presentaran lesiones genitales. 
Nada más emitirse las sentencias condenatorias de Norris y Weems, una banda de música empezó a tocar en el exterior del edificio de los juzgados, siendo aclamada por la multitud allí congregada. El resto de los juicios siguieron el mismo esquema de una acusación sustentada exclusivamente en el testimonio de las supuestas víctimas. 
El 9 de abril de 1931, el juez leyó las nueve sentencias y todos los acusados, excepto el más joven, fueron declarados culpables de violación y condenados a muerte, la sentencia habitual que podía esperar un hombre negro acusado de violar a una mujer blanca en los estados del Sur Tradicional de EE. UU. Sin embargo, ante la sospecha de falta de garantías legales en el proceso, y con la ayuda del Partido Comunista de los Estados Unidos (CPUSA), las sentencias fueron recurridas ante la Corte Suprema de Alabama. 
En paralelo, el abogado George W. Chamlee informó, tras investigaciones privadas, que Ruby Bates y Victoria Price se prostituían en Tennessee, atendiendo tanto clientela blanca como negra, hecho no considerado en el primer juicio. El abogado Chamlee y el resto de la defensa hicieron constar que ejercer la prostitución en un tren era delito en Tennessee y Alabama, lo cual hacía muy dudoso el testimonio de las dos "víctimas", pues pudieron acusar de violación a los nueve detenidos para salvarse de una segura condena por prostitución pública.

## Apelaciones
La Corte Suprema del estado ratificó siete de las ocho condenas, obligando solamente a repetir el juicio de Roy Wright, que sólo tenía 13 años. Además, el presidente de la Corte Suprema, John C. Anderson, dictaminó que el jurado no había sido imparcial, y que ni el juicio ni la sentencia habían sido justos, por lo que el caso fue devuelto al tribunal de 1ª Instancia. Pero los acusados lograron llevarlo ante la Corte Suprema de Estados Unidos el 10 de octubre de 1932.
Pese a los esfuerzos de la defensa, la Corte Suprema solamente ordenó la repetición del juicio, no la absolución de los acusados, por lo cual el caso volvió a los tribunales de Alabama. Los nuevos juicios se celebraron en Decatur. El juez fue James E. Horton y el fiscal, Thomas E. Knight, Jr. (futuro gobernador de Alabama entre 1935 y 1937). El abogado defensor fue el reconocido abogado neoyorquino Samuel Leibowitz, miembro del Partido Demócrata, quien no cobró honorarios y que intentó, sin éxito, que algunos miembros del jurado fuesen de raza negra. 
Durante el nuevo juicio contra Haywood Patterson, una de las presuntas víctimas, Ruby Bates, fue duramente interrogada por Leibowitz y acabó por confesar que ninguno de los jóvenes negros las había violado y que había mentido por miedo a ser acusada y encarcelada por prostitución. 
Pese a este testimonio, el jurado popular, creyendo que la defensa del joven había comprado a Ruby Bates, declaró a Patterson culpable. El juez Horton anuló la sentencia y dictó un nuevo juicio, en el que Haywood Patterson fue condenado nuevamente a cadena perpetua por un jurado compuesto exclusivamente por blancos, al subsistir dudas sobre el motivo real de las presuntas víctimas para denunciar. 

## Conclusión

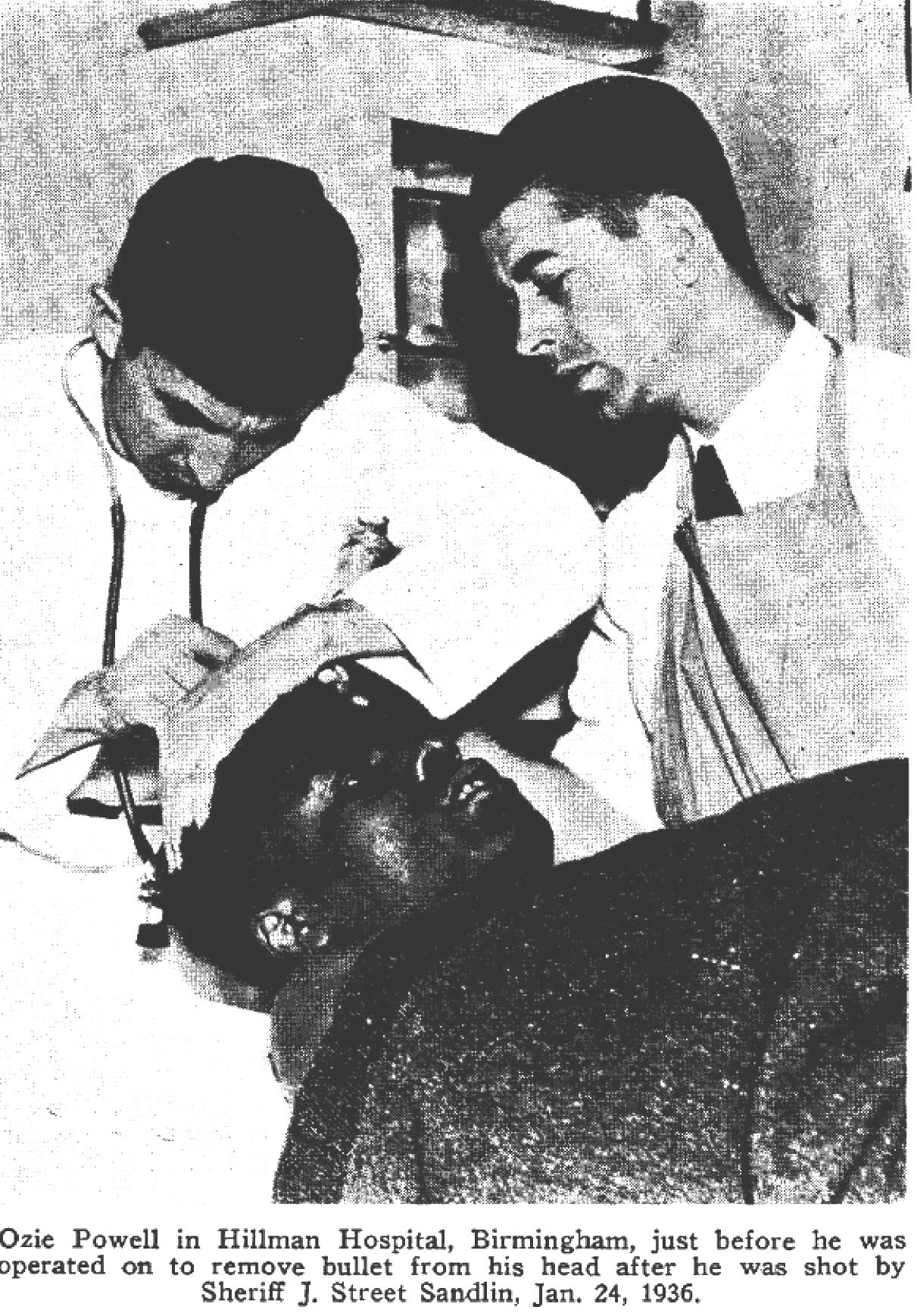
Ozie Powell en el hospital en 1936

Las penas para el resto de los jóvenes fueron desde los 75 años de prisión hasta la pena de muerte en la silla eléctrica, aunque ninguno de ellos fue ejecutado, lo cual representó una sorprendente conclusión para el caso, habida cuenta de que el pronóstico inicial era que los nueve acusados perecieran "en la silla eléctrica por orden de un juez o linchados por orden de la población". 
Ozie Powell, víctima de un disparo de un guardia en la cara, que le causó un daño cerebral permanente, fue liberado en 1936. Patterson consiguió fugarse de prisión en 1948, aunque murió de cáncer dos años después. Roy Wright fue liberado en 1943; se suicidó en 1959 tras asesinar a su esposa. Clarence Norris, el último superviviente de los "chicos de Scottsboro", fue indultado por el gobernador de Alabama en 1976, cuarenta y cinco años después de ser detenido. 
El caso, muy estudiado y que sentó jurisprudencia en los Estados Unidos, ha sido llevado al cine, el teatro, la literatura, la música y la televisión.